# Cassidula sowerbyana
Cassidula sowerbyana är en snäckart som först beskrevs av Ludwig Pfeiffer 1853.  Cassidula sowerbyana ingår i släktet Cassidula och familjen dvärgsnäckor. Inga underarter finns listade i Catalogue of Life.